# Convenção de Pequim
A Convenção de Pequim (chinês simplificado: 北京条约; chinês tradicional: 北京条约; pinyin: Běijīng Tiáoyūe), datada de (18 de outubro de 1860), também conhecida como Primeira Convenção de Pequim, foi um tratado entre o governo da Dinastia Qing da China e três potências europeias, França, Reino Unido e Rússia.
Nesta convenção, o Imperador da China ratificou o Tratado de Tientsin (1858).
O artigo 6.º da Convenção entre China e Reino Unido estabelecia que a primeira cederia parte da península de Kowloon, a sul do que hoje é a Boundary Street em Kowloon, Hong Kong, incluindo a ilha de Ngong Shuen, ao Reino Unido de forma perpétua.
O tratado também cedia partes da Manchúria Exterior ao Império Russo e garantiu à Rússia controlo sobre o krai de Ussuri, uma parte do que hoje é o krai de Primorsky, o território que corresponde à antiga província manchu da Tartária Oriental.
Ao ratificar o Tratado de Tientsin, a convenção também dava vários privilégios e liberdades às missões cristãs e aos missionários ocidentais. O artigo VI da convenção com a França estipulava também a devolução de todos os estabelecimentos religiosos e caritativos anteriormente confiscados aos cristãos através do ministro francês na China.
A convenção foi assinada para pôr fim à Segunda Guerra do Ópio, sob pressão militar e diplomática das tropas britânicas e francesas (que estavam a incendiar o Palácio de Verão nesse momento). Foi considerada um dos tratados desiguais assinados por vários estados asiáticos com potências estrangeiras durante o século XIX e inícios do século XX.

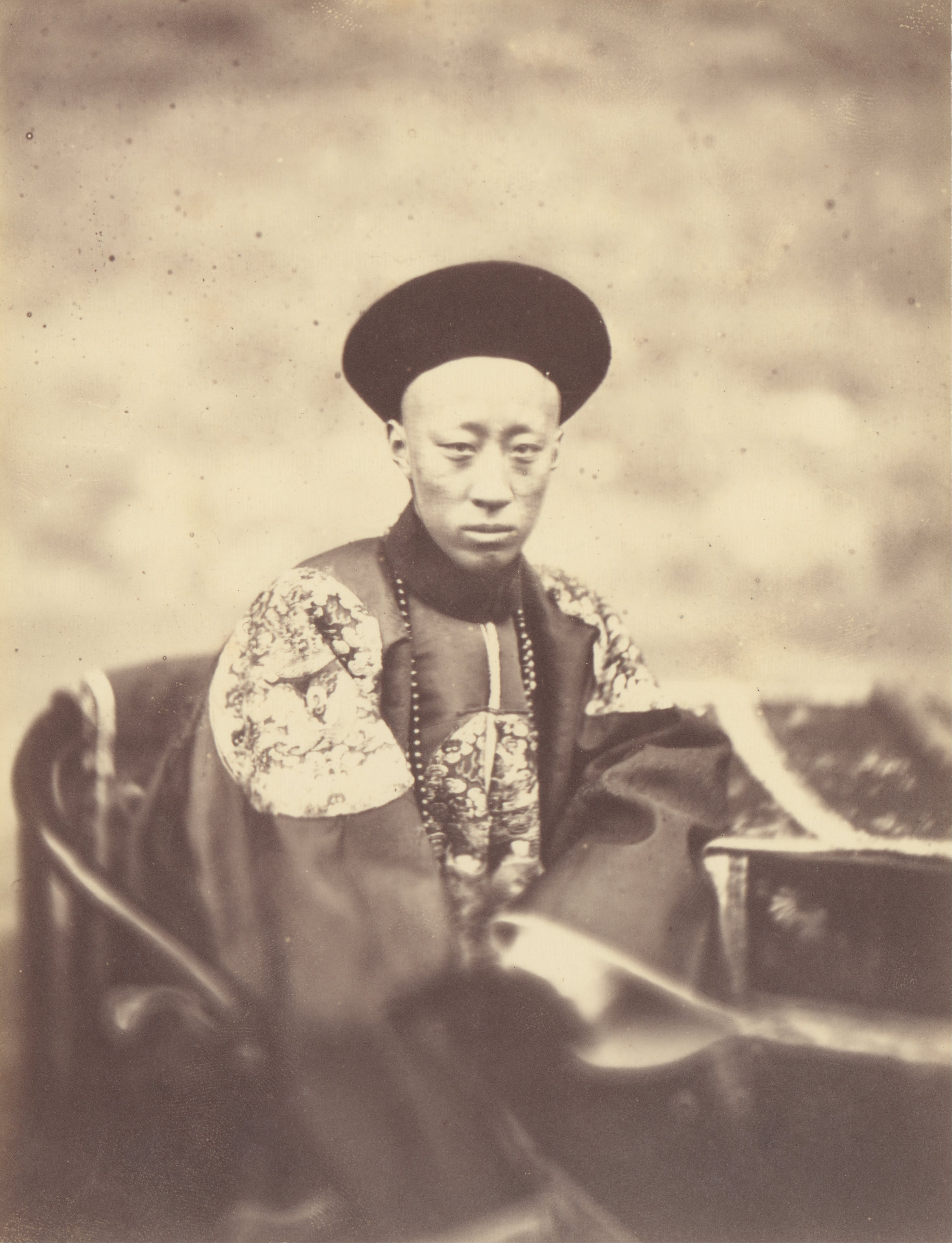
Yixin (Príncipe Gong) fotografado por Felice Beato em 2 de novembro de 1860, poucos dias depois de assinar o tratado em 24 de outubro de 1860.

Os governos do Reino Unido e da República Popular da China concluiriam um outro documento, designado como declaração conjunta sino-britânica sobre a questão de Hong Kong em 1984, sob a qual a soberania da ilha de Hong Kong e da península de Kowloon a sul de Boundary Street, inicialmente cedidas no Tratado de Nanquim (1842), seria transferida para o governo chinês em 1 de julho de 1997, como veio a acontecer.

## Entre o Império Russo e a China

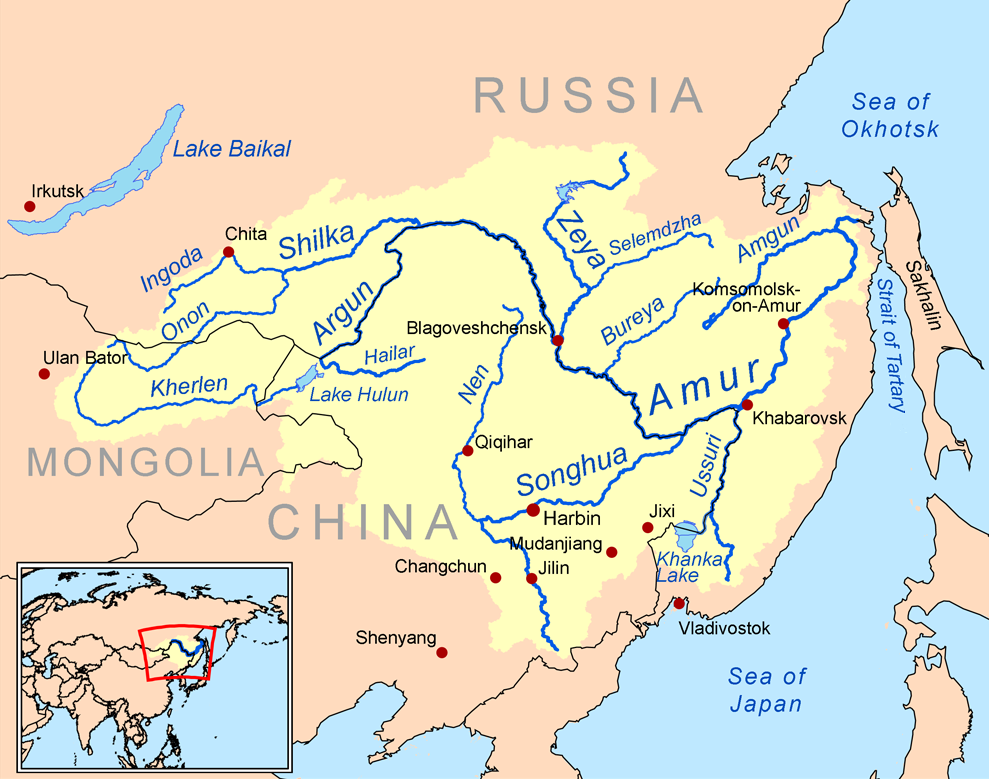
Bacia Hidrográfica do Rio Amur.

Em 14 de novembro de 1860, representantes do Império Russo e da China assinaram o acordo em Pequim, que ratificou os Tratados de Aigun e de Tianjin, e definiu a fronteira entre o Império Russo e a região da Manchúria (nordeste da China).
O representante do Império Russo era o Major-General Nicolau Pavlovich Ignatiev, enquanto que a China era representada pelo Príncipe Kung-chin-van.
A fronteira entre o Império Russo e a Manchúria foi demarcada:
1. no Rio Amur, formado pela confluência do Rio Shilka com o Rio Argun, até o ponto em que ele recebe as águas do Rio Ussuri, de modo que as terras ao norte desse trecho do Rio Amur seriam parte do Império Russo;
2. no Rio Ussuri, no trecho entre a confluência com o Rio Sungacha e a sua foz no Rio Amur, de modo que as terras ao leste desse trecho do Rio Ussuri seriam parte do Império Russo;
3. no Rio Sungacha, no trecho entre o Lago Hanka e a sua foz no Rio Ussuri, de modo que as terras a leste do Rio Sungacha seriam parte do Império Russo;
4. no Lago Hanka, de modo que as terras ao sul das confluências deste Lago com o Rio Sungacha e o Rio Belenhe seriam parte do Império Russo;
5. no Rio Belenhe, de modo que as terras ao sul e ao oeste desse rio seriam parte do Império Russo;
6. na parte mais alta do terreno a partir da nascente o Rio Belenhe até à foz do rio Hubutu, de modo que as terras ao sul e ao leste desse trecho seriam parte do Império Russo;
7. no rio Hubutu, de modo que as terras ao leste desse rio seriam parte do Império Russo;
8. na parte mais alta do terreno a partir da nascente o rio Hubutu até ao Rio Tumen, de modo que as terras ao leste e ao sul seriam parte do Império Russo;
9. no Rio Tumen até sua for no mar, de modo que as terras ao norte e ao leste seriam parte do Império Russo.

Também foi feito um acordo para demarcar a fronteira entre o Império Russo e Xinjiang (noroeste da China), que teve como marcos o fluxo dos rios que nascem nas montanhas da região.
Além disso:
1. as relações comerciais russo-chinesas foram regulamentadas em detalhes, de modo que ao longo de toda a linha de fronteira foi permitido o livre comércio;
2. os comerciantes russos na China e os comerciantes chineses no Império Russo teriam proteção especial de ambos governos;
3. o Império Russo foi autorizado a abrir os consulados em Urga e Kashgar, enquanto que a Dinastia Qing poderia nomear seus cônsules em Moscou e em outras cidades do Império Russo;
4. foi regulamentada a nomeação de cônsules e regras de correspondência diplomática.[1]